# Crazy Bats
Crazy Bats, ehemals Space Center und Temple of the Night Hawk [ˈtempl ɒv ðə naɪt hɔːk] („Tempel des Nachtfalken“) im Phantasialand (Brühl) ist eine Dunkel-Stahlachterbahn des Herstellers Vekoma.

## Technische Daten
Während der ca. vierminütigen Fahrt werden die Züge von drei Kettenliften hochgezogen und überwinden etwa 1.300 Meter. Die Achterbahn gilt damit als zweitlängste Indoorachterbahn der Welt. Das Phantasialand selbst bezeichnet die Bahn uneinheitlich teilweise als längste Dunkelachterbahn Europas, als die längste Dunkelachterbahn der Welt oder als längste Indoor-Achterbahn der Welt.
Die Halle, in der sich die Bahn befindet, wurde ebenfalls von Vekoma geliefert. Aufgebaut wurde sie von der niederländischen Firma Daelmans aus Geelen. Sie fasst 120.000 m³ und ruht auf 180 Betonpfeilern, welche bis zu zwölf Meter tief ins Erdreich ragen. 980 Tonnen Stahl wurden verbaut. Im Untergeschoss der Halle war der Dark Ride Hollywood Tour untergebracht. Die Investitionssumme für die Anlage betrug rund 15 Millionen DM.
Zur Länge der Bahn gibt es verschiedene Angaben. Eine Ausgabe der Vereinszeitschrift Park+Ride des Freundeskreises Kirmes und Freizeitparks listet die Bahn mit 1174 m, während auf einer früheren Website des Parks von 1280 m Länge die Rede war. Offizielle Angaben seitens Vekoma sprechen von 1300 m (4276 ft).
Crazy Bats besitzt vier Züge mit jeweils sieben Wagen. Jeder Wagen besitzt zwei Sitzreihen, die jeweils Platz für zwei Personen bieten. Durch drei Kettenlifte, die Reduzierbremse, einer Bremse auf der Zubringerstrecke zwischen Reduzierbremse und Transferschiene, die Transferschiene selbst, dem Vorbahnhof und dem Bahnhof wird die Strecke in acht Blockabschnitte geteilt, so dass alle vier Züge gleichzeitig eingesetzt werden können. Ursprünglich wurden 5 Züge à 6 Wagen von Vekoma an den Park im Februar 1988 ausgeliefert. Im anfänglichen Testbetrieb zeigte sich jedoch, dass ein Betrieb von 5 Zügen auf der Bahn nicht sinnvoll war. Die Wagen 2–5 von Zug #1 wurden daher bereits vor der Eröffnung der Anlage genutzt um die restlichen 4 Züge auf 7 Wagen zur Erhöhung der Kapazität aufzustocken. Die verbleibenden Endstücke (Wagen 1 & 6) stehen noch heute in der Halle.

## Eröffnung alsSpace Center
Zunächst sollte die Achterbahn unter dem Namen Orion eröffnen. Um eine Verbindung zum gleichnamigen Erotikhandel zu verhindern, entschied man sich jedoch später, diesen Namen zu Space Center zu ändern. Unter diesem Namen wurde die Achterbahn am 2. April 1988 nach 18-monatiger Bauzeit mit Weltraum-Thematisierung eröffnet. Obwohl der Park seine Saison bereits einen Tag zuvor startete, konnte die Eröffnung des Space Centers auf Grund des damaligen Karfreitags nicht stattfinden. Die Fahrt führte vorbei an Modellen von Raketen und nachgebildeten Asteroiden. In der dunklen Halle waren tausende von Lichtpunkten montiert, die eine Fahrt durch das All simulieren sollten.
1996 wurden im Space Center Teile des Fernsehfilms Adrenalin mit Til Schweiger gedreht.

## Umthematisierung zuTemple of the Night Hawk
Um sich dem benachbarten neu entstandenen Wuze-Town besser anzupassen, wurde die Achterbahn zur Saison 2001 umthematisiert und mit einem Phantasie-/Dschungel-Thema als Temple of the Night Hawk wiedereröffnet. Dabei wurden der Wartebereich und die Station mit künstlichen Pflanzen und Dschungel-Sound ausgestattet. In der Station war seitdem (bis 2014) das Lied Inner Sanctum/The Nesting Grounds und das Intro des Songs The End Of Our Island aus dem Disney-Film Dinosaurier zu hören, während der Fahrt lief The Egg Travels.
Die ursprünglich silbernen, an Raumfahrzeug-Design angelehnten Züge wurden passend zum Dschungel-Thema in gelb-braun umlackiert. Die Dioramen in der Warteschlange, welche zum Beispiel die Besatzung einer außerirdischen Raumstation zeigten, wurden mit Spanplatten zugebaut. Auf dem Dach wurde ein Bewässerungssystem für eine Begrünung der Halle installiert, allerdings blieb das gewünschte Ergebnis aus. Als Übergangslösung wurden Tarnnetze auf dem Dach angebracht, welche allerdings nach dem Großbrand im Park und den damit verschärften Brandschutzbestimmungen wieder entfernt wurden.
Während der Sommersaison 2008 wurde die Halle neu angestrichen und einige Dekoelemente des Dachs abgeändert. Bis 2006 gab es im ersten Lift grüne Lichteffektröhren und Stroboskoplampen, die nach neun Jahren außer Betrieb zur Sommersaison 2015 ersetzt wurden. 2008 wurden die Lampen an den Zügen abgeschaltet bzw. fielen aus und wurden seitdem nicht mehr repariert. Bis 2010 gab es zudem eine grüne Laser-Projektion mit Umrissen eines fliegenden Falken (engl. 'falcon', aber oft falsch 'hawk' = Habicht). Projiziert wurde dies auf mehrere mit Netzen bespannte „Tore“, die über einem geraden Streckenteil installiert wurden und während der Fahrt öfter zu sehen waren. Die eigentliche Achterbahn ist jetzt bis auf ein paar rote Lichteffektröhren, welche während der Einfahrt in die Schlussbremse aufblitzen und denen im ersten Lift, komplett dunkel. Während der Fahrt war bis 2014 das Lied The Egg Travels aus dem Disney-Film Dinosaurier über mehrere in der Halle platzierte Lautsprecher zu hören. Zur Sommersaison 2015 bekamen die Bahn, der Wartebereich sowie die Station neue Soundtracks von IMAscore.

## Umthematisierung zuCrazy Bats
Am 31. März 2019 gab das Phantasialand bekannt, dass die Achterbahn in eine VR-Attraktion namens Crazy Bats („verrückte Fledermäuse“) umgestaltet wird.  Am 25. Juni 2019 eröffnete Crazy Bats, nachdem die Anlage seit Saisonbeginn 2019 am 1. April wegen des Umbaus geschlossen war. Bei dem VR-Film geht es um drei Fledermäuse, die aus dem Film Happy Family stammen. Der Film wurde von Ambient Entertainment produziert. Seit dem Wintertraum 2021/2022 ist die Bahn wieder im VR-Betrieb und kann sowohl mit VR-Brille, als auch ohne gefahren werden.